# Al Bano - Una voce nel sole
Al Bano - Una voce nel sole è stato un programma televisivo italiano condotto da Al Bano e trasmesso da Rete 4 il mercoledì in prima serata a partire dal 31 ottobre 2001 per quattro puntate, seguite da una serata antologica contenente il "meglio di" degli appuntamenti precedenti.

## La trasmissione
Il programma, condotto dal noto cantante pugliese, è stato registrato all'interno di un teatro-tenda allestito a Bari. Si trattava di uno spettacolo musicale, all'interno del quale l'artista si esibiva con l'accompagnamento dell'orchestra composta da 52 elementi diretta da Gianfranco Lombardi d'Aquino, spesso duettando con artisti di fama nazionale e internazionale, tra i quali Milva, Orietta Berti, Iva Zanicchi, Katia Ricciarelli, Massimo Ranieri, Montserrat Caballé, Paco de Lucía, Cecilia Gasdia. Sul palco con il cantante, che intervallava i momenti musicali a racconti di storie legate ai quattro elementi (aria, fuoco, acqua e terra), anche ospiti legati al mondo dello spettacolo come Rita dalla Chiesa, Cristina Parodi, Natalia Estrada, Maria Venturi e Loredana Lecciso.
La trasmissione è stata prodotta in concomitanza con l'uscita dell'album Canto al sole.

### Accoglienza
La trasmissione ha ottenuto un ottimo riscontro da parte del pubblico, in particolar modo la prima puntata del 31 ottobre 2001, che ottenne quattro milioni di spettatori e il 17% di share, risultato ben al di sopra della media di ascolti di Rete 4. Dato il grande successo, il programma è stato replicato dalla stessa emittente nell'autunno del 2002 e, a distanza di anni, dal canale digitale Mediaset Extra.
La critica televisiva collocò la trasmissione nel filone degli spettacoli-evento musicali che in quegli anni avevano trovato spazio specialmente sulle reti Rai, come C'era un ragazzo di Gianni Morandi o Tutti gli Zeri del mondo di Renato Zero, valutando positivamente l'effetto-nostalgia provocato dal format, nonostante la scarsa dimestichezza di Al Bano alla conduzione.